# Helen Johns
Helen Eileen Johns, född 25 september 1914 i East Boston, död 23 juli 2014 i Sumter, var en amerikansk simmare.
Johns blev olympisk guldmedaljör på 4 x 100 meter frisim vid sommarspelen 1932 i Los Angeles.